# Karate en los Juegos Olímpicos
El karate en los Juegos Olímpicos se realizó por primera vez en la edición de Tokio 2020.
Tras el Campeonato Mundial, es la máxima competición internacional de karate. Es organizado por el Comité Olímpico Internacional (COI), junto con la Federación Mundial de Karate (WKF).

## Competición
En la primera edición de este deporte en el programa olímpico, en Tokio 2020, fueron realizadas competiciones en ocho pruebas de dos modalidades diferentes: kata (masculino y femenino) y kumite (tres categorías de peso masculinas y tres femeninas). Para los Juegos Olímpicos de París 2024, el COI decidió no agregar este deporte en el programa.

## Ediciones
| Núm. | Año  | Sede           | Instalación    |
| ---- | ---- | -------------- | -------------- |
| I    | 2021 | Tokio ( Japón) | Nippon Budokan |

## Palmarés

### Masculino
Kata
| Núm. | Sede       | Oro                | Plata                    | Bronce                                                         |
| ---- | ---------- | ------------------ | ------------------------ | -------------------------------------------------------------- |
| I    | Tokio 2020 | Ryo Kiyuna · Japón | Damián Quintero · España | Ariel Torres Gutiérrez · Estados Unidos Ali Sofuoğlu · Turquía |

67 kg
| Núm. | Sede       | Oro                       | Plata                 | Bronce                                                         |
| ---- | ---------- | ------------------------- | --------------------- | -------------------------------------------------------------- |
| I    | Tokio 2020 | Steven Da Costa · Francia | Eray Şamdan · Turquía | Darjan Asadilov · Kazajistán Abdelrahman Al-Masatfa · Jordania |

75 kg
| Núm. | Sede       | Oro                 | Plata                      | Bronce                                                |
| ---- | ---------- | ------------------- | -------------------------- | ----------------------------------------------------- |
| I    | Tokio 2020 | Luigi Busà · Italia | Rafael Ağayev · Azerbaiyán | Gábor Hárspataki · Hungría Stanislav Horuna · Ucrania |

+75 kg
| Núm. | Sede       | Oro                     | Plata                         | Bronce                                     |
| ---- | ---------- | ----------------------- | ----------------------------- | ------------------------------------------ |
| I    | Tokio 2020 | Sajjad Ganjzadeh · Irán | Tareg Hamedi · Arabia Saudita | Ryutaro Araga · Japón Uğur Aktaş · Turquía |

### Femenino
Kata
| Núm. | Sede       | Oro                     | Plata                 | Bronce                                         |
| ---- | ---------- | ----------------------- | --------------------- | ---------------------------------------------- |
| I    | Tokio 2020 | Sandra Sánchez · España | Kiyou Shimizu · Japón | Grace Lau · Hong Kong Viviana Bottaro · Italia |

55 kg
| Núm. | Sede       | Oro                      | Plata                        | Bronce                                             |
| ---- | ---------- | ------------------------ | ---------------------------- | -------------------------------------------------- |
| I    | Tokio 2020 | Ivet Goranova · Bulgaria | Anzhelika Terliuga · Ucrania | Bettina Plank · Austria Wen Tzu-Yun · China Taipéi |

61 kg
| Núm. | Sede       | Oro                      | Plata                                 | Bronce                                     |
| ---- | ---------- | ------------------------ | ------------------------------------- | ------------------------------------------ |
| I    | Tokio 2020 | Jovana Preković · Serbia | Yin Xiaoyan · República Popular China | Giana Faruk · Egipto Merve Çoban · Turquía |

+61 kg
| Núm. | Sede       | Oro                       | Plata                       | Bronce                                                          |
| ---- | ---------- | ------------------------- | --------------------------- | --------------------------------------------------------------- |
| I    | Tokio 2020 | Feryal Abdelaziz · Egipto | İrina Zaretska · Azerbaiyán | Gong Li · República Popular China Sofia Berultseva · Kazajistán |

## Medallero histórico
- Actualizado hasta Tokio 2020.

| Núm. | País                    | Oro | Plata | Bronce | Total |
| ---- | ----------------------- | --- | ----- | ------ | ----- |
| 1    | Japón                   | 1   | 1     | 1      | 3     |
| 2    | España                  | 1   | 1     | 0      | 2     |
| 3    | Egipto                  | 1   | 0     | 1      | 2     |
| 3    | Italia                  | 1   | 0     | 1      | 2     |
| 5    | Bulgaria                | 1   | 0     | 0      | 1     |
| 5    | Francia                 | 1   | 0     | 0      | 1     |
| 5    | Irán                    | 1   | 0     | 0      | 1     |
| 5    | Serbia                  | 1   | 0     | 0      | 1     |
| 9    | Azerbaiyán              | 0   | 2     | 0      | 2     |
| 10   | Turquía                 | 0   | 1     | 3      | 4     |
| 11   | República Popular China | 0   | 1     | 1      | 2     |
| 11   | Ucrania                 | 0   | 1     | 1      | 2     |
| 13   | Arabia Saudita          | 0   | 1     | 0      | 1     |
| 14   | Kazajistán              | 0   | 0     | 2      | 2     |
| 15   | Austria                 | 0   | 0     | 1      | 1     |
| 15   | China Taipéi            | 0   | 0     | 1      | 1     |
| 15   | Estados Unidos          | 0   | 0     | 1      | 1     |
| 15   | Hong Kong               | 0   | 0     | 1      | 1     |
| 15   | Hungría                 | 0   | 0     | 1      | 1     |
| 15   | Jordania                | 0   | 0     | 1      | 1     |
|      | TOTAL                   | 8   | 8     | 16     | 32    |